# Hérouville-Saint-Clair
Hérouville-Saint-Clair este un oraș din Franța, în departamentul Calvados, în regiunea Normandia de Jos. Este o suburbie a orașului Caen din aglomerația căruia face parte.
1. ↑  répertoire géographique des communes, accesat în 26 octombrie 2015
2. ↑  dataset of postal codes in France, 1 octombrie 2018